# 大熊喜邦
大熊 喜邦（おおくま よしくに、1877年1月13日 - 1952年2月25日）は、日本の建築家、営繕官僚。公共建築の中心的人物。中央諸官庁及び地方庁舎に数多く携わる。東京生まれ。妻木頼黄・矢橋賢吉の後を引き継いで国会議事堂の建設を統括した。旧文部省庁舎なども設計。一方、江戸時代の建築・法制などを研究し、その研究書を著す。
著書に『世界の議事堂』などがある。工学博士・経済学博士。

## 経歴
麹町生まれ。父は元旗本であった。第一高等学校を経て、1903年、東京帝国大学工科大学（現・東京大学工学部）建築学科を卒業。卒業後は大学院に籍を置き、横河民輔の横河工務所に入所。帝国劇場などの設計に関与した。
1905 (M38)年、東京帝国大学工科大学講師。清国へ出張。
1907年（明治40年）、大蔵省臨時建築部技師に就任し、各国の議事堂建築の調査や、議事堂建設予定地の敷地調査にあたる。
1918(T7)年、臨時議院建築局工営部調査課長兼工務課長。
1919(T8)年、内務省および内閣嘱託。
1925(Tl4)年、大蔵省営繕管財局工務部工務課長(1927工務部長、1937退官）。
1931(S6)年、建築学会会長(1932まで）。
1937(S12)年、衛生工業協会会長（1938まで）
1941(S16)年、帝国芸術踪会員。
ローテ・クロイツ勲一等名誉章 (ドイツ）を1933年に受賞。1939年に建築学会学術賞受賞。
一貫して官庁営繕に従事したが、最大のものが1920年に着工した国会議事堂である。計画は矢橋賢吉のもとでまとめられたが、実質的に設計に当った人物として、一般に大熊と吉武東里の名が挙げられる。1927年、議事堂上棟式が終った直後に矢橋が急逝。以後は大熊が大蔵省営繕管財局工務部長に就任し、営繕組織を率いて建設を進めた。
国会議事堂が完成した1937年に辞任。また、歴史にも造詣が深く、本陣・宿駅の研究をまとめた。
1919年に工学博士号取得、1943年に交通経済史の研究により経済学博士号を取得した。墓所は青山霊園(1ロ-20-36)。
なお、子息に建築家の大熊喜英（1905年 - 1984年）がいる。

## 作品
| 建造物名                                  | 年                 | 所在地         | 状態           | 備考                     |
| ----------------------------------------- | ------------------ | -------------- | -------------- | ------------------------ |
| 武藤山治邸                                | 1907年（明治40年） | 兵庫県神戸市   | 登録有形文化財 | 横河工務所時代の担当物件 |
| 旧大蔵省塩務局庁舎 (現赤穂市立民俗資料館) | 1908年（明治41年） | 兵庫県赤穂市   |                |                          |
| 内閣文庫                                  | 1911年（明治44年） | 愛知県犬山市   | 移築           | 明治村に移築             |
| 山口県庁舎・議事堂                        | 1916年（大正5年）  | 山口県山口市   | 重要文化財     | 武田五一と連名           |
| 富山県庁舎                                | 1935年（昭和10年） | 富山県富山市   |                |                          |
| 横浜銀行協会                              | 1936年（昭和11年） | 神奈川県横浜市 |                | 林豪蔵と連名             |
| 国会議事堂                                | 1937年（昭和12年） | 東京都千代田区 |                |                          |
| 浅草国華座改修                            | 1902年             | 東京都         |                |                          |
| 内閣総理大臣官舎                          | 1928年             | 東京都         |                |                          |
| 警視庁庁舎                                | 1931年             | 東京都         |                |                          |
| 文部省庁舎                                | 1933年             | 東京都         |                |                          |

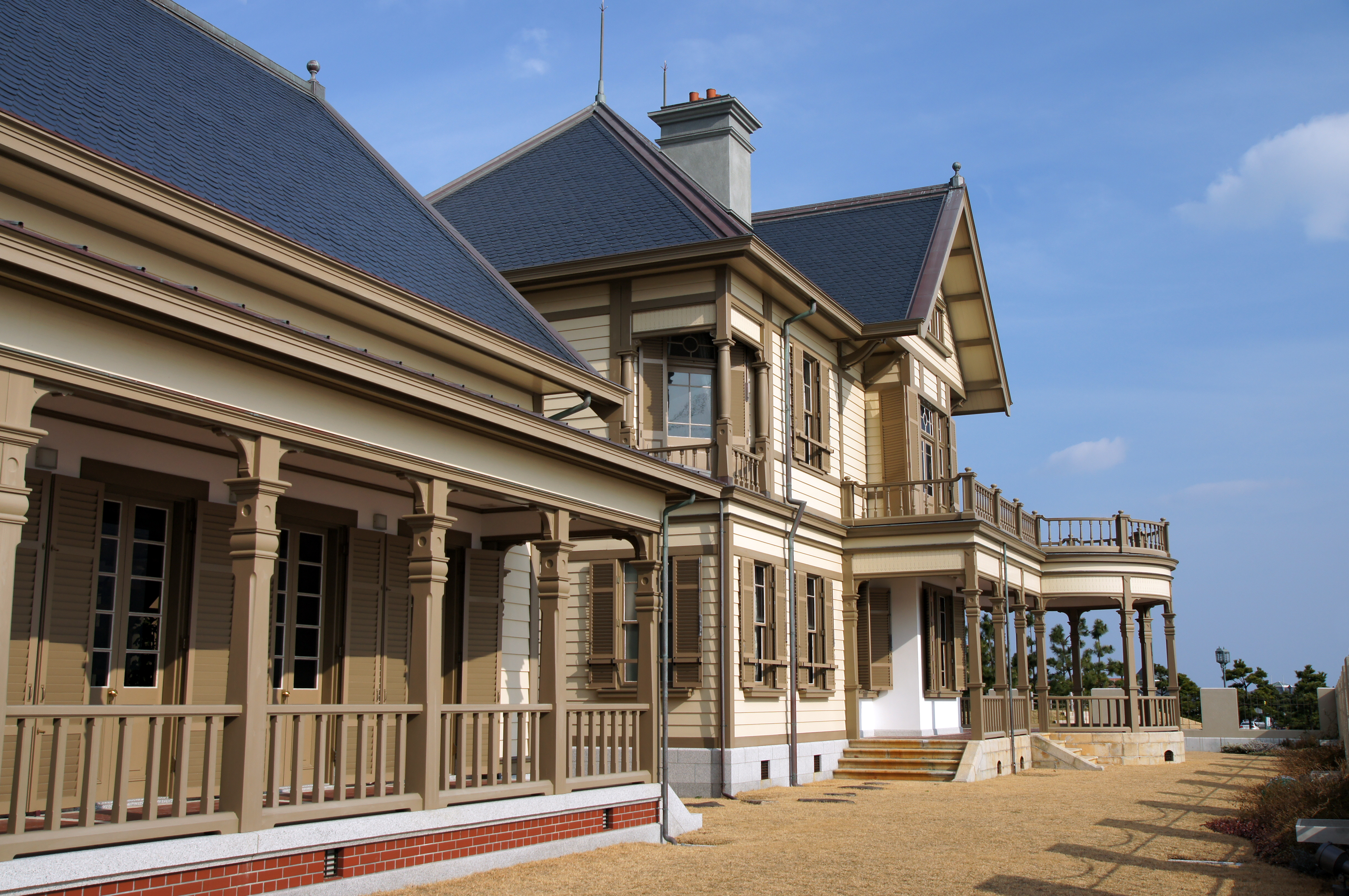
武藤山治邸
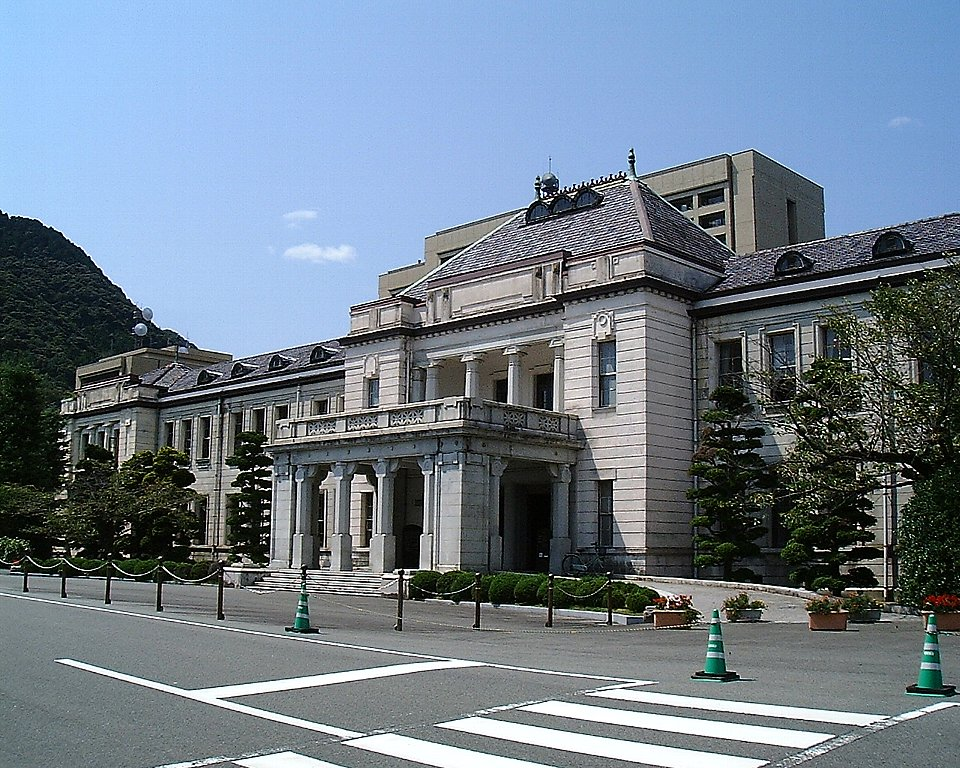
山口県庁舎（現山口県政資料館）
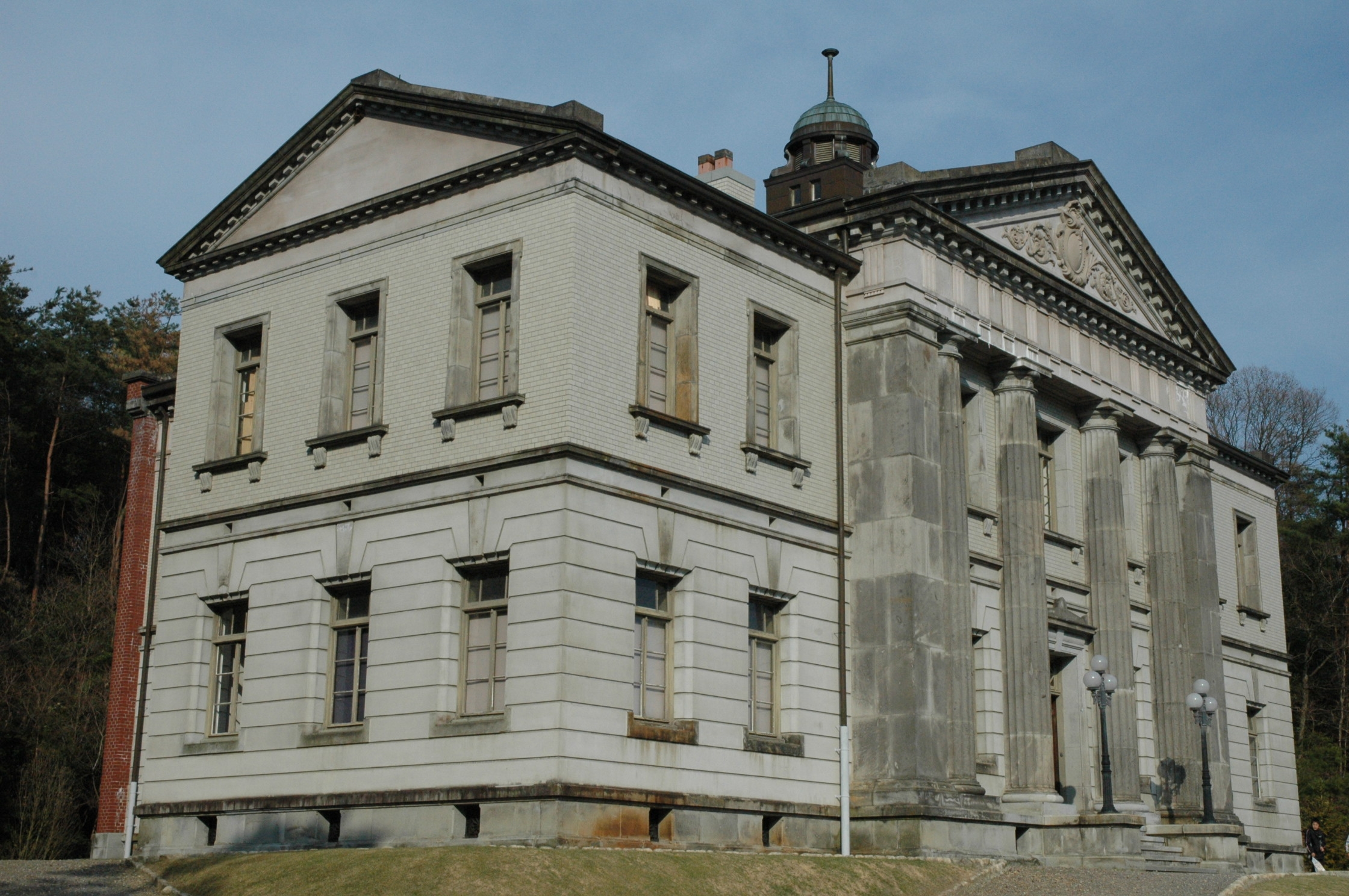
内閣文庫
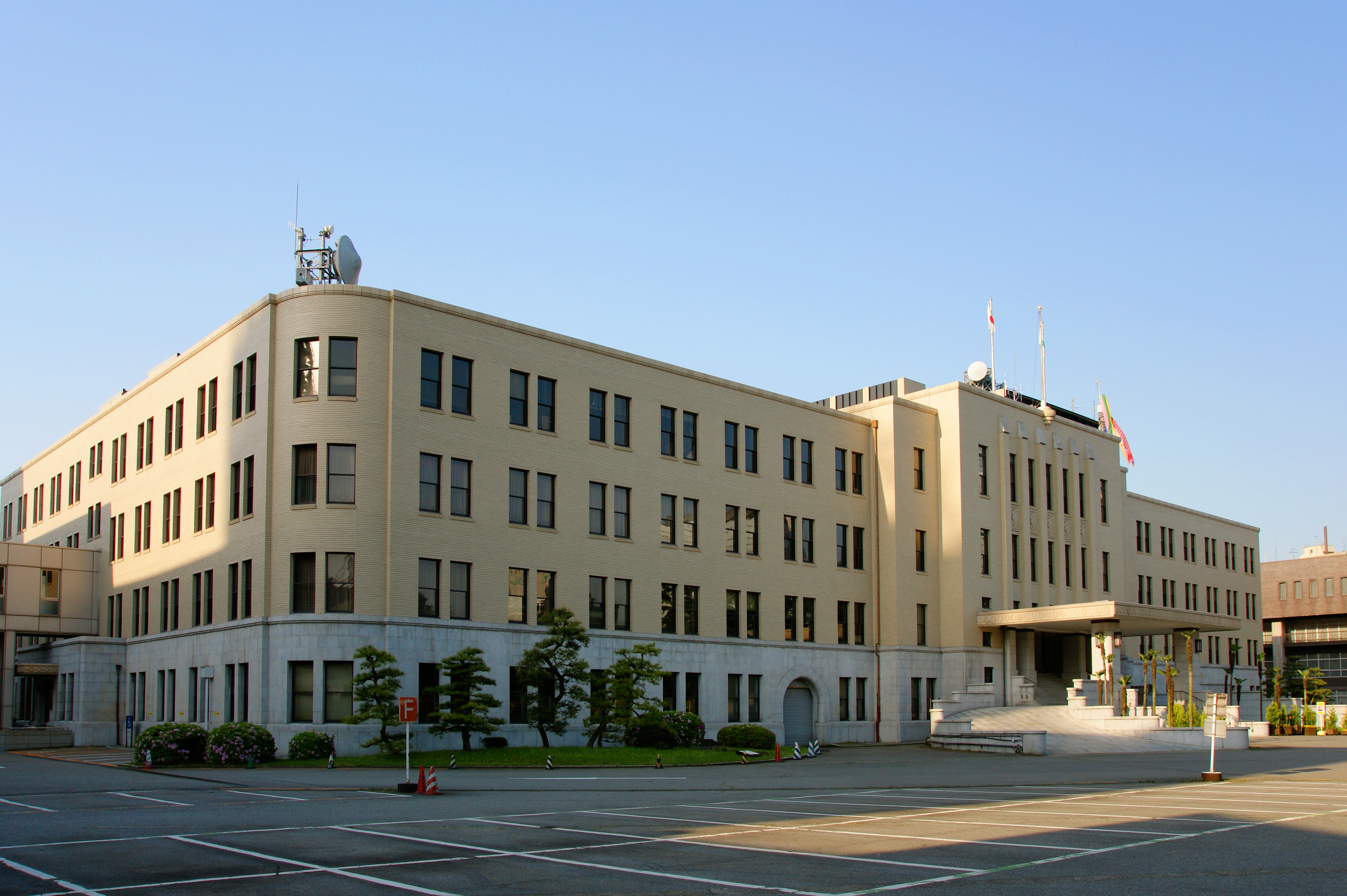
富山県庁舎
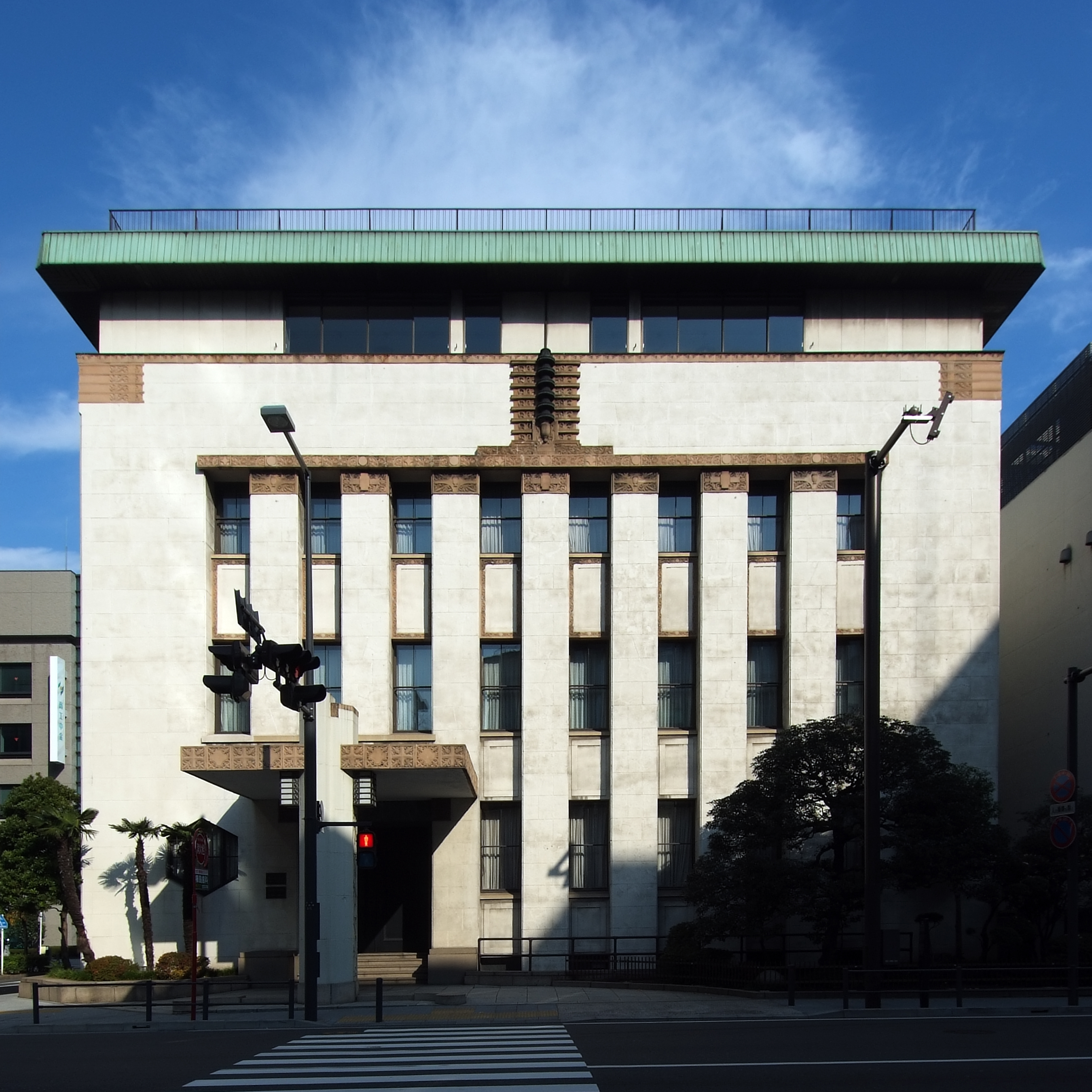
横浜銀行協会

## 著書
- 世界の議事堂（洪洋杜、1918）
- 趣味の建築講話（鈴木書店、1921）
- 和蘭の新住宅（1925）
- 古鐔図録（1930）
- 泥絵と大名屋敷（1939）
- 建築二十講（鈴木書店、1924）
- 新住宅の設備（洪洋社、1930）
- 議院建築意見（私家版、1931）
- 数奇屋建築（『建築学会パンフレット』4(7)1931）
- 近世武家住宅の建築（岩波書店、1935）岩波講座日本歴史
- 旧江戸城を語る（公余会、1935）
- 東海道宿駅本陣の研究（全3巻、建築知識、1938-39）
- 東海道宿駅と其の本陣の研究（丸善、1942）
- 民家と住居（日本電建、1942）
- 江戸建築叢話（東亜出版社、1947／中公文庫、1983）

## 栄典
- 1940年（昭和15年）8月15日 - 紀元二千六百年祝典記念章[2]